# Gromada Mierzęcice
Gromada Mierzęcice war eine Verwaltungseinheit in der Volksrepublik Polen zwischen 1954 und 1972. Verwaltet wurde die Gromada vom Gromadzka Rada Narodowa, dessen Sitz sich in Mierzęcice befand und der aus 25 Mitgliedern bestand.

Die Gromada Mierzęcice gehörte zum Powiat Zawierciański in der Woiwodschaft Katowice (damals Stalinogród) und bestand aus drei Sołectwo, Mierzęcice, Sadowie und Toporowice.
Zum 31. Dezember 1959 wurde die Gromada Nowa Wieś (Powiat Zawierciański) aufgelöst und der Gromada Mierzęcice zugeordnet.
Am 26. Februar 1961 wurde das Dorf Toporowice der Gromada Przeczyce angegliedert.
Am 1. Januar 1962 wurde die aufgelöste Gromada Zendek in die Gromada Mierzęcice eingegliedert und zum 31. Dezember 1970 wurde das Dorf Zendek ausgegliedert und der Gromada Ożarowice angeschlossen. Die Gromada Mierzęcice bestand bis zum 1. Januar 1973.